# Замок Ніна
Замок Ніна (англ. Nenagh, ірл. Caislean an Aonach Urmhumhan, Caislean An tAonach) — замок Енах Урвуван, замок Ненах, замок Ан т-Енах, замок Ярмарку Ормонда — один із замків Ірландії, розташований в графстві Тіпперері, в єпархії Кіллалу, біля міста Ніна.

## Історія замку Ніна
Замок Ніна стоїть на землі баронства Нижній Ормонд (англ. Ormond Lower). До англо-норманського завоювання Ірландії це була земля ірландського клану О'Кеннеді. Після завоювання Ірландії король Англії Джон Безземельний дарував ці землі феодалу Теобальду — старшому сину Харві Вальтера з Ланаркширу (Англія). Теобальд отримав титул головного батлера (чашника) Ірландії. Він і побудував замок Ніна. Будівництво завершив його син — Теобальд Батлер — ІІ барон Батлер.
Замок Ніна був побудований 1216 року і став головною резиденцією феодалів Батлер і був нею до того часу як вони переїхали в замок Говран (графство Кілкенні) в XIV столітті. Потім Батлери придбали замок Кілкенні, що став їхньою головною резиденцією на наступні 500 років. Біля замку Ніна був великий ярмарок. Король Англії Генріх VIII дарував цьому ярмарку привілеї. Навколо замку виросло селище. У 1252 році в часи правління короля Англії Герніха ІІІ біля замку був заснований францисканський монастир, що став одним з найбагатших монастирів Ірландії. Абатство процвітало протягом 600 років. Патрік Гарті, що помер в 1817 році був останнім його мешканцем.
Батлери стали одними з наймогутніших аристократів в Ірландії, отримали титул графів Ормонд. Вони жили в замку Ніна до 1391 року, потім переселились в Кілкенні. У XVI столітті замок був перебудований. У 1550 році на замок напав ірландський клан О'Керролл та спалив його.
У 1640 році спалахнуло повстання за незалежність Ірландії. У 1641 році гарнізоном замку Ніна командував сер Джордж Гамільтон. У тому році замок захопив ірландський ватажок Оуен О'Ніл. Потім замок знову переходив з рук в руки, його захоплював лорд Інчіквін. У 1648 році замок захопив ірландський ватажок Фелім О'Ніл під час походу Оуена Роу О'Ніла. Але потім його знову захопила англійська армія і сер Джордж Гамільтон знову став губернатором у 1650 році. 1651 року споруду захопив офіцер Олівера Кромвеля Генрі Айретон. Після облоги замок капітулював за умови, що захисникам дозволять відступити, що і було зроблено, хоча багато письменників писали, що всіх захисників повісили на його стінах. Після цього каштеляном замку став офіцер Кромвеля Данієль Абботт. Він відстояв його під час штурму військами полковника Грейса та капітана Логлена О'Мера з місцевого ірландського клану. Після реставрації монархії у 1660 році замком володів сер Вільям Фловер. У 1688 році під час так званих Вільямітських (Якобітських) війн замок був спалений Патріком Сарсфілдом. Потім він знову був у власності Батлерів.
У ХІХ столітті планували перебудувати замок Ніна в собор, а башту зробити дзвіницею, але цей проєкт так і не був реалізовний.
Останній маркіз Батлер — Джеймс Батлер загинув в 1997 році і лінія урвалася.
Замок реставрували в 2009—2013 роках. Нині він є туристичним об'єктом.